# Teatro Bourla

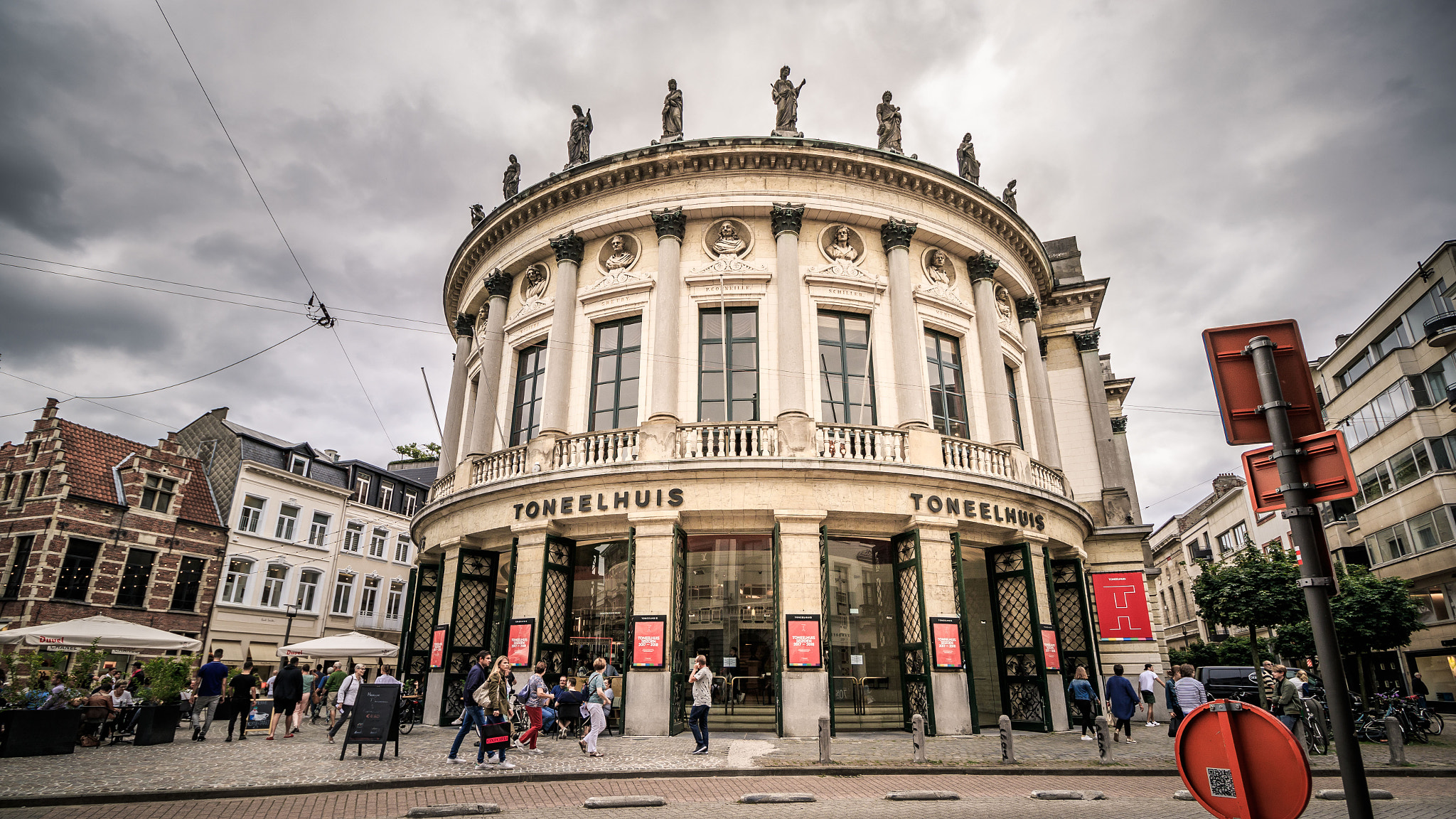
Anversa, 2017

Il Teatro Bourla (noto anche come Bourlaschouwburg) è un teatro situato ad Anversa che può ospitare intorno al 900 spettatori. L'edificio è progettato in stile neoclassico sul sito dell'ex mercato degli arazzi Tapissierspand.

## Storia
Il teatro fu progettato su richiesta della città nel 1827 dall'architetto cittadino Pierre Bruno Bourla. La costruzione iniziò nel 1829, ma fu ritardata a causa della rivoluzione belga. Il teatro fu finalmente terminato nel 1834 e aperto sotto il nome di Grand Théâtre o Théâtre Royal Français, per il fatto di appartenere ad una compagnia francese. Attualmente il Bourla ospita la compagnia teatrale Het Toneelhuis, che è una fusione delle compagnie Koninklijke Nederlandse Schouwburg e Blauwe Maandag Compagnie.
Il Bourla è l'ultimo teatro municipale rimasto in Europa con macchinari scenici originali, che riempiono cinque livelli sopra e sotto il palco. L'edificio è stato nominato edificio protetto dal 1938 ed è quindi considerato uno degli edifici storici più importanti del Belgio.